# Brenda Jones
Brenda Jones-Carr, avstralska atletinja, * 17. november 1936, Leongatha, Viktorija, Avstralija.
Nastopila je na poletnih olimpijskih igrah leta 1960, kjer je osvojila naslov olimpijske podprvakinje v teku na 800 m. Leta 1958 je postala avstralska državna prvakinja v tekih na 440 in 880 jardov.